# 保守終了製品

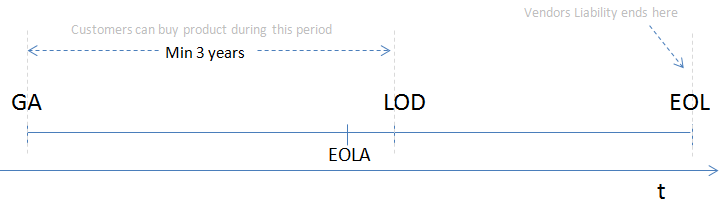
製品ライフサイクルのマイルストーン：一般提供（GA）、サポート終了の発表（EOLA）、最終注文日（LOD）、およびサポート終了（EOL）

保守終了製品、サポート終了製品（英: End-of-life product, EOL）は、製品ライフサイクルが終了した製品であり、製品が（ベンダーの観点から）耐用年数が終了したことを示す。ベンダーによっては "End-of-support product、EOS" という単語を使うこともある。
この段階で、ベンダーは製品のマーケティング、販売、部品提供、製品へのサービス・ソフトウェア更新を停止する。 （ベンダーは、単に製品の保守を制限または終了を意図していることもある。 ）製品販売のみに特化した場合に、「販売終了 (End-of-sale、EOS)」という言葉を使うことがある。最終製造日以降のタイムラインは製品によって異なり、顧客の観点から予想される製品寿命とも関連している。書籍や工業製品等の場合は絶版と呼ばれる。CD、レコード、DVD等の場合は廃盤と呼ばれる。

## 製品サポート
保守終了までの製品サポートは、製品によって異なる。生産終了後10年の予想寿命を持つハードウェアの場合、スペアパーツ、テクニカルサポートやサービスが提供される。大量生産を行っていた工場は、量産終了時に通常は閉鎖されるため、以後のスペアパーツの製造は生産コストが上がる。そのため、スペアパーツの寿命は価格に依存する。メーカーは利益が出ない場合でも、部品やサービスを提供し続け、顧客に誠意を示し、耐久性があるとの評判を維持することがある。製品によっては、最低耐用年数が法律で義務付けられている場合がある。メーカーによっては、顧客に新しい製品へのアップグレードを強制するために、製品保守を中止する場合がある。

## コンピュータ業界の例
コンピュータ業界では、ソフトウェアやハードウェア製品の製造、サポート、購入するにあたり、サポート終了の概念は特に重要である。
例として、 マイクロソフトは2020年1月14日にWindows 7をサポート終了とした。それ以降にWindows向けに販売開始されたソフトウェアは、Windows 7では機能しない場合がある。そのため、Microsoft Office 2024 （2024年10月1日リリース）は、 Windows 8.1及びそれ以前のバージョンのWindowsにはインストールできなくなった。
ベンダーによっては、サポート終了とサービス終了のタイミングが異なる場合がある。サービス終了とは、システムやソフトウェアのベンダーがメンテナンス、トラブルシューティング、またはその他のサポートを提供しなくなるということである。 元の開発者がサービス終了をしたソフトウェアは、アバンダンウェアとも呼ばれる。
ソフトウェアベンダーは、サービス提供やアップグレードを継続するために、サポート終了、販売終了、サービス終了時にソフトウェアをユーザーコミュニティに引き渡すこともある  。 有名な例はウェブブラウザのNetscape Communicatorで、1998年にネットスケープ・コミュニケーションズの下でオープンソースライセンスとして公開リリースされた。 また、2000年10月にオフィススイートのStarOfficeがSun Microsystemsの下でOpenOffice.orgとしてリリースされることもあった （ LibreOfficeはOpenOffice.orgからフォークしている）。 ソフトウェアコミュニティは、元の開発者の承認がなくても、公式サポートの終了時にサポートを継続する場合がある。そのような開発は、非公式パッチと呼ばれ、Windows 98  や多くのPCゲーム に存在する。